# الاجینیاگیپورام
الاجینیاگیپورام (به انگلیسی: Alaginayagipuram) یک منطقهٔ مسکونی در هند است که در تامیل نادو واقع شده‌است.

## خصوصیات
الاجینیاگیپورام ۶۳۳ نفر جمعیت دارد.